# کلیدهای کمانی

کلیدهای کمانی (نگاره ساخته شده با ویرایشگرهای گرافیک برداری)

کلیدهای کمانی (به انگلیسی: Arrow keys) یا کلیدهای جابجایی مکان‌نما (به انگلیسی: cursor movement keys) به کلیدهایی در صفحه کلید گفته می‌شود که برای جابجا کردن مکان‌نما مورد استفاده قرار می‌گیرند. با توجه به اینکه معمولاً از این کلیدها می‌توان برای حرکت در میان محتوای اسناد و … نیز استفاده نمود به آن‌ها کلیدهای ناوبری هم گفته می‌شود.

## کاربرد
کلیدهای کمانی شامل چهار کلید با فلش‌هایی در جهات مختلف است که یکی از رایج‌ترین انواع کلیدهای مکان نما به شمار می‌رود که قادر هستند مکان‌نما را در یکی از چهار جهت بالا، پایین، راست یا چپ حرکت دهند. این کلیدها معمولاً در بخش پایینی کیبورد و سمت چپ بخش صفحه کلید عددی (Numeric Keypad) با چینشی به شکل حرف T معکوس قابل مشاهده هستند. کلیدهای پیکانی علاوه بر جابجایی مکان نمای متنی، برای حرکت در میان لیستی از آیتم‌ها، انجام بازی‌های رایانه‌ای و … نیز مورد استفاده قرار می‌گیرند.